# آکبولاتوو (شهرستان فیودوروفسکی، باشقیرستان)
آکبولاتوو (انگلیسی: Akbulatovo, Fyodorovsky District, Republic of Bashkortostan) یک شهرک در شهرستان فیودوروفسکی استان باشقیرستان کشور روسیه است.